# Jonas - Logistikchefens søn
Jonas - Logistikchefens søn er en dansk børnefilm fra 2008, der er instrueret af Anja Kvistgaard Marott.

## Handling
Jonas på 10 har en far, der arbejder som logistikchef. Det betyder, at han tit taler i mobiltelefon eller arbejder på computeren - også når han er sammen med Jonas. Jonas fortæller med lige dele humor og smerte om, hvor træt han er af at føle sig som nummer to efter sin fars arbejde. Desuden bryder han sig ikke om at skulle undvære sin far, når han tager på forretningsrejser, for Jonas er rigtig bange for, at der skal ske ham noget ondt, men det er svært at snakke om for dem begge to.